# Jean René Gauguin
Jean René Gauguin, född 12 april 1881 i Paris, död 21 april 1961 i Köpenhamn, var en fransk-dansk skulptör och grafiker och son till konstnären Paul Gauguin.

## Biografi
Familjen Gauguin flyttade till Köpenhamn 1884, där fadern gjorde ett misslyckats försök att försörja sig som försäljare av presenningar. Sex månader senare återvände han till Paris för att återuppta sin konstnärskarriär.
Jean René växte under små omständigheter upp i Köpenhamn med sin mor och sina morföräldrar. Han lämnade skolan 1895 för att genomföra en elva månaders sjömansutbildning.
Efter Paul Gauguins död 1904 ärvde Jean René tre av faders målningar, som han genast sålde. För pengarna reste han i Europa, besökte museer och lade grunden för sitt kommande konstnärskap. Trots sin reslust rotade han emellertid sitt liv och arbete i Köpenhamn. Han var en  frispråkig socialist och framförde gärna sina politiska synpunkter. 
Gauguin var en aktiv och produktiv keramiker och skulptör från 1910 till strax före sin död 1961. År 1921 reste han till Gmunden i Österrike och arbetade på Sleissfabriken där han skapade tennglaserade keramiska figurer. Hans tidigaste verk var träsniderier vilka snabbt utvecklades till gjutna bronsfigurer av idrottare, dansare, kentaurer och klassiskt inspirerade manliga och kvinnliga torson.
Hans första stora skulptur var en ”Boxare” som skapades 1922 för Olympiska spelen i Paris 1924.
Från 1923 var han knuten till porslinsfabriken Bing & Gröndahl. Produkterna han skapade där var små figurer utförda i polykromt glaserat stengods eller porslin. För verken i sin ateljé valde han ofta ett grovt oglaserat stengods som karakteriserade hans imponerande urnor med kinesiskt inspirerade tempelhundar som lockhandtag.
På 1950-talet inspirerades hans keramik av förkolumbianska Peru. Han skapade en fascinerande serie flaskformer innehållande skulpturala skildringar. Under det sista året av hans liv utvecklade han dessa till en mycket unik och oerhört kraftfull och surrealistisk serie keramikkärl.

### Allmänna källor
- Bra Böckers lexikon, 1975